# Leucostoma semibarbata
Leucostoma semibarbata är en tvåvingeart som beskrevs av Tschorsnig 1991. Leucostoma semibarbata ingår i släktet Leucostoma och familjen parasitflugor.
Artens utbredningsområde är Spanien. Inga underarter finns listade i Catalogue of Life.